# داء الهيموغلوبين إم
داء الهيموغلوبين إم شكل نادر من اعتلال الهيموغلوبين، يتميز بوجود الهيموغلوبين إم مع ارتفاع في مستوى المتهيموغلوبين في الدم. الهيموغلوبين إم شكل مختلف عن الهيموغلوبين الطبيعي سببه طفرة نقطية تحدث في جينات ترميز الغلوبين، وغالبًا ما تؤدي إلى استبدال بقايا الهستيدين القريبة (F8) أو البعيدة (E7) بالتيروزين. تُورث متغيرات الهيموغلوبين إم بصفة اضطرابات جسدية سائدة وتكون ألفة الأوكسجين فيها متغيرة. تتضمن الفيزيولوجيا المرضية لداء الهيموغلوبين إم أكسدة حديد الهيم التي يعززها التغير البنيوي في جيب الهيم.
يوجد ما لا يقل عن 13 متغيرًا من الهيموغلوبين إم، مثل بوسطن وأوساكا وساسكاتون وغيرها، وسُميت وفقًا لأماكن اكتشافها. يمكن أن تعطي متغيرات الهيموغلوبين إم المختلفة علامات وأعراضًا مختلفة. تشمل العلامات الرئيسة الزرقة ولون الدم البني. قد يبقى المرضى بلا أعراض أو يعانون من الدوخة والصداع وضيق التنفس الخفيف وغيرها. عادة ما يشتبه في التشخيص بسبب وجود الزرقة. يمكن استخدام الاختبارات الكيميائية الحيوية والرحلان الكهربائي للهيموغلوبين (الفصل الكهربائي للهيموغلوبين) ومطيافية الأشعة المرئية وفوق البنفسجية وتحليل تسلسل الحمض النووي الريبوزي منقوص الأكسجين لكشف العيوب في جين الغلوبين. لا يهدد داء الهيموغلوبين إم الحياة في معظم الحالات ولا يوجد علاج فعال معروف.
داء الهيموغلوبين إم نوع فرعي خلقي من متهيموغلوبينية الدم. يكون نقص السيتوكروم بي 5 ريدوكتاز السبب الرئيسي للإصابة بالأنواع الفرعية الخلقية الأخرى من متهيموغلوبينية الدم، ويؤدي هذا النقص إلى تحول المتهيموغلوبين إلى هيموغلوبين على نحو معيب. نقص السيتوكروم بي 5 ريدوكتاز حالة وراثية جسدية متنحية.

## العلامات والأعراض
الزرقة هي العلامة الأكثر شيوعًا في داء الهيموغلوبين إم، ويمكن أن تظهر في جميع أنواع داء الهيموغلوبين إم. تظهر الزرقة في الغالب في شفتي المريض وأطراف أصابعه. تنتج الزرقة في داء الهيموغلوبين إم عن ارتفاع مستويات المتهيموغلوبين وسُلفهيموغلوبين. يشكل الدم البني الداكن علامة رئيسية أخرى لداء الهيموغلوبين إم. قد يكون للإصابات المختلفة الناتجة عن متغيرات الهيموغلوبين إم اختلافات طفيفة في العلامات والأعراض، ويظهر في بعضها فقر الدم الانحلالي، وانخفاض الهيموغلوبين إيه 1 سي، وقياس الأكسجة وأحادي أوكسيد الكربون غير الطبيعي. يختلف ظهور الزرقة بين متغيرات سلسلة ألفا وبيتا وغاما. يظهر الرضع الذين يحملون متغيرات في السلسلة ألفا أو غاما زرقة منذ الولادة، وتزول زرقة حديثي الولادة حاملي متغيرات السلسلة غاما بعد فترة وجيزة من اختفاء الهيموغلوبين الجنيني. تظهر الزرقة على الرضع الذين يحملون متغيرات بيتاغلوبين بعد نحو 6 أشهر من الولادة أي عند انتهاء تبدل الهيموغلوبين لديهم من النوع الجنيني إلى هيموغلوبين البالغين.
يكون داء الهيموغلوبين إم غير مصحوبًا بأعراض عادة. وتظهر أعراض مثل التشوش الذهني والصداع وعدم انتظام دقات القلب وضيق التنفس الخفيف وذلك عندما تكون مستويات المتهيموغلوبين 10% إلى 30%. تشمل العلامات والأعراض المعتدلة المحتملة (أي عند مستوى متهيموغلوبين أعلى من 30%) الدوخة والإغماء والألم الصدري والخفقان والتعب. تشمل العلامات الأكثر شدة (عند مستوى متهيموغلوبين أعلى من 50%) تسرع التنفس والحماض الأيضي واللانظميات والاختلاج والهذيان والغيبوبة والموت (مستوى متهيموغلوبين أعلى من 70%).

## الفيزيولوجيا المرضية
الهيموغلوبين إم مجموعة متهيموغلوبين نادرة تنتقل بالوراثة الجسدية السائدة، ناتجة عن طفرات مغلطة في الجينات التي تشفر سلاسل ألفا بنوعيها 1 و2 أو بيتا أو غاما بنوعيها 1 و2. في معظم متغيرات الهيموغلوبين إم، تُستبدل بالتيروزين بقايا الهستيدين القريبة (F8) أو البعيدة (E7). يقع الهستيدين القريب (F8) في الموضع 87 في السلسلة ألفا و92 في السلسلة بيتا. يقع الهستيدين البعيد (E7) في الموضع 58 في السلسلة ألفا والموضع 63 في السلسلة بيتا.